# Gornji Ljubeš
Gornji Ljubeš (cyr. Горњи Љубеш) – wieś w Serbii, w okręgu niszawskim, w gminie Aleksinac. W 2011 roku liczyła 170 mieszkańców.